# Nave San Rocco
Nave San Rocco é uma comuna italiana da região do Trentino-Alto Ádige, província de Trento, com cerca de 1.208 habitantes. Estende-se por uma área de 4 km², tendo uma densidade populacional de 302 hab/km². Faz fronteira com Mezzolombardo, San Michele all'Adige, Lavis, Zambana.